# Andrés Urrea
Andrés Urrea (* 31. August 1994 in Mexiko-Stadt, Mexiko) ist ein kolumbianischer Tennisspieler.

## Karriere
Urrea spielte wenige Turniere auf der ITF Junior Tour und erreichte dort Rang 1308. Bei den Profis spielte Urrea erstmals 2009 ein Turnier. Nach drei Turnieren ohne Sieg stieg er 2018 wieder bei den Profis ein, als er das bis dato einzige Halbfinale auf der ITF Future Tour erreichte. Anfang 2019 stieg er auf sein Karrierehoch von Platz 1081 in der Tennisweltrangliste. Im Doppel war er erfolgreicher, 2019 zog er in zwei Finals ein. 2021 gelang ihm das ein drittes Mal. Den größten Erfolg feierte er auf der höher dotierten ATP Challenger Tour, als er mit Nicolás Mejía überraschend den Titel in Bogotá gewann. Aus der Einzel-Rangliste fiel er Ende 2022 raus. Im Doppel stieg er bis auf Platz 365, von dem er bis Jahresende bis auf 420 abrutschte.

## Erfolge
| Legende (Anzahl der Siege) |
| Grand Slam                 |
| ATP Finals                 |
| ATP Tour Masters 1000      |
| ATP Tour 500               |
| ATP Tour 250               |
| ATP Challenger Tour (3)    |

### Doppel

#### Turniersiege
| Nr. | Datum        | Turnier  | Belag | Partner              | Finalgegner                       | Ergebnis   |
| --- | ------------ | -------- | ----- | -------------------- | --------------------------------- | ---------- |
| 1.  | 9. Juli 2022 | Bogotá   | Sand  | Nicolás Mejía        | Ignacio Monzón Gonzalo Villanueva | 6:3, 6:4   |
| 2.  | 1. Juli 2023 | Medellín | Sand  | Juan Sebastián Gómez | Orlando Luz Oleh Prychodko        | 6:3, 7:610 |
| 3.  | 11. Mai 2024 | Santos   | Sand  | Roy Stepanov         | Hady Habib Trey Hilderbrand       | kampflos   |